# Батман (аеропорт)
Аеропорт Батман (тур. Batman Havalimanı) (IATA: BAL, ICAO: LTCJ) —  аеропорт у Батмані, Туреччина

## Авіалінії та напрямки, серпень 2023
| Авіакомпанія     | Пункт призначення      |
| ---------------- | ---------------------- |
| AnadoluJet       | Анкара                 |
| Pegasus Airlines | Стамбул–Сабіха Гьокчен |
| Turkish Airlines | Стамбул                |

## Статистика
Див. джерело запитів Вікіданих та джерела.